# Giovanni Lorenzo Lulier
Giovanni Lorenzo Lulier   (Roma, 1662 - Roma, 29 de març de 1700) fou compositor, violoncel·lista i trombonista italià.

## Biografia
Nascut en una família probablement d'origen espanyol, Lulier fou deixeble de Pietro Simone Agostini, virtuós de violí i compositor al servei del cardenal Pietro Ottoboni.
Entre 1676-1699 va actuar regularment a l'església de Saint-Louis-des-Français i el 13 d'octubre de 1679 es va incorporar a la "Congregazione di Santa Cecilia". El març de 1681 va ser posat al servei del cardenal Benedetto Pamphilj i des del 1688 tocava de trombonista amb el "Musici del Campidoglio". Quan Pamphili va abandonar Roma el 1690, Lulier va quedar sota la protecció del cardenal Ottoboni, sota el qual va romandre la resta de la seva vida. A la dècada de 1690 també va ser emprat per la família Borghese, on probablement va tocar el violoncel a l'orquestra en la qual el primer lloc de violí va ser ocupat per Arcangelo Corelli. Giovanni Lorenzo Lulier va morir sobtadament a Roma el 29 de març de 1700.
Segons diverses enciclopèdies, Giovanni Lorenzo Lulier hauria tingut com a alumne a Giovanni Battista Costanzi, nascut el 1704.

## Obres

### Òperes
- L'Agrippina (GD De Totis; carnaval 1691; llibret manuscrit a l'Arch. Di Stato di Perugia - Sez. Di Spoleto, Archivio Campello, F. M.107 / 2; cf. Chirico, Il fondo Campello, p. 168);
- La santa Genuinda ovvero L'innocenza difesa dall'inganno (drama sacre, atribuït a P. Ottoboni, palau della Cancelleria, 1694; només Acte I; Acte II d'A. Scarlatti; Acte III del CF Pollaroli; partitura a Londres, British Library, Add. Mss., 16123-16125);
- Il Clearco a Negroponte (A. Arcoleo; teatre Tordinona, 1695; només acte III; acte I de B. Gaffi; acte II del CF Cesarini);
- Amore eroico fra pastori (faula pastoral; Ottoboni; palazzo della Cancelleria, 1696; libretto manoscritto a l'Arch. Di Stato di Perugia-Sez. Di Spoleto, Archivio Campello, F.Ms. NS, cart. A, f. 2 / 1: cf. Chirico, Il fondo Campello, p. 165; només acte II; acte I de Cesarini; acte III de Bononcini);
- Fausta restituita a l'imperi (després de l'Odoacre de N. Bonis; teatre Tordinona, 1697);
- Temistocle in bando (A. Morselli; Teatro Capranica, 1698; només acte I; acte II potser de MA Ziani; acte III de Bononcini).

## Oratoris
- S. Vittoria a quatre veus (B. Pamphili; Seminario romano,Març de 1685);
- S. Maria Maddalena de 'Pazzi per a quatre veus, amb una introducció per a tres veus (Pamphili; Roma,6 de juny de 1687; partitura a Mòdena, Biblioteca Estense universitària, Mus., F.671; represa a Mòdena [1688], Ferrara [1689]; Florència [1705]);
- La Purità trionfante à quatre veus (GA Lorenzani; oratori de S. Girolamo della Carità, 1688 en col·laboració amb L. Amadori, G. Ercole, Gaffi i Pasquini);
- S. Beatrice d'Este per a cinc veus (Pamphili o GC Grazzini; palau Pamphili,31 de març de 1689; repetit a Mòdena [1689, 1697, 1699, 1701]; partitura a París, Biblioteca Nacional, Conservatori, D.7217, de la Raccolta Estense di Mòdena; Chiarelli, n. 895);
- Bethsabeae melodramma (GF Rubini; oratori del S. Crocifisso,21 de març de 1692);
- La Bersabea (M. Brugueres; palau Savelli, palau de la Cancelleria, Seminari Romano,Març de 1692, i Florència, oratori de S. Filippo Neri, 1693; Morelli, 1986, pàg. 127, 142 s.);
- La fondazione dell'Ordine dei Servi di Maria (Ciro Lando [pseud. De Carlo Doni]; Todi 1699, i S. Giovanni dei Fiorentini, 28 de febrer de 1700; Morelli, 1997, p. 142);
- Per la nascita del Redentore (Ottoboni; oratori de S. Maria a Vallicella, 26 de desembre de 1700; partitura a la Biblioteca apost. Vaticana, Ott. Lat., 3392; Morelli, 1991, pàg. 58, 81, 187);
- Oratorio della S. Annunziata (Ottoboni; palazzo della Cancelleria,Març de 1700; Staffieri, pàg. 143).

No ha sobreviscut cap obra instrumental per a violoncel de Lulier, però han sobreviscut diverses obres vocals amb parts concertants per a violoncel. Aquestes composicions inclouen cantates i diversos oratoris.